# Empe
Empe is een dorp in de gemeente Brummen, in de Nederlandse provincie Gelderland. Het heeft 660 inwoners (per 1 januari 2023).
Empe ligt tussen Voorst en Zutphen aan de N345 en aan de spoorlijn Apeldoorn - Zutphen. Ten noorden van het dorp ligt station Voorst-Empe, geopend op 10 december 2006. Van 1876 tot 1938 lag hier het station Voorst. In de directe nabijheid hiervan stond van 1836 tot 1945 de Emper Molen, waarvan alleen de romp nog rest. 
Aan de buitenrand van het dorp ligt het kasteelachtige landhuis Huis Empe, dat dateert van omstreeks 1550. Het werd gebouwd door Thomas van Buerlo, burgemeester van Zutphen. Het Huis Empe kreeg bekendheid doordat in de jaren zestig van de 18e eeuw mr. W.H. van Hasselt zich hier toelegde op de zijdeteelt.
Empe ligt aan de Oude IJssel, een natuurgebied dat gedomineerd wordt door een oude rivierarm die in de 17e eeuw werd afgesneden van de IJssel.

## Geboren in Empe
- Dick Dolman (2 juli 1935-23 januari 2019), PvdA-politicus; lid (1970-1989) en voorzitter (1979-1989) van de Tweede Kamer

## Overleden in Empe
- Gerard van Straaten (1924-2011),  illustrator en stripauteur

## Empe in beeld

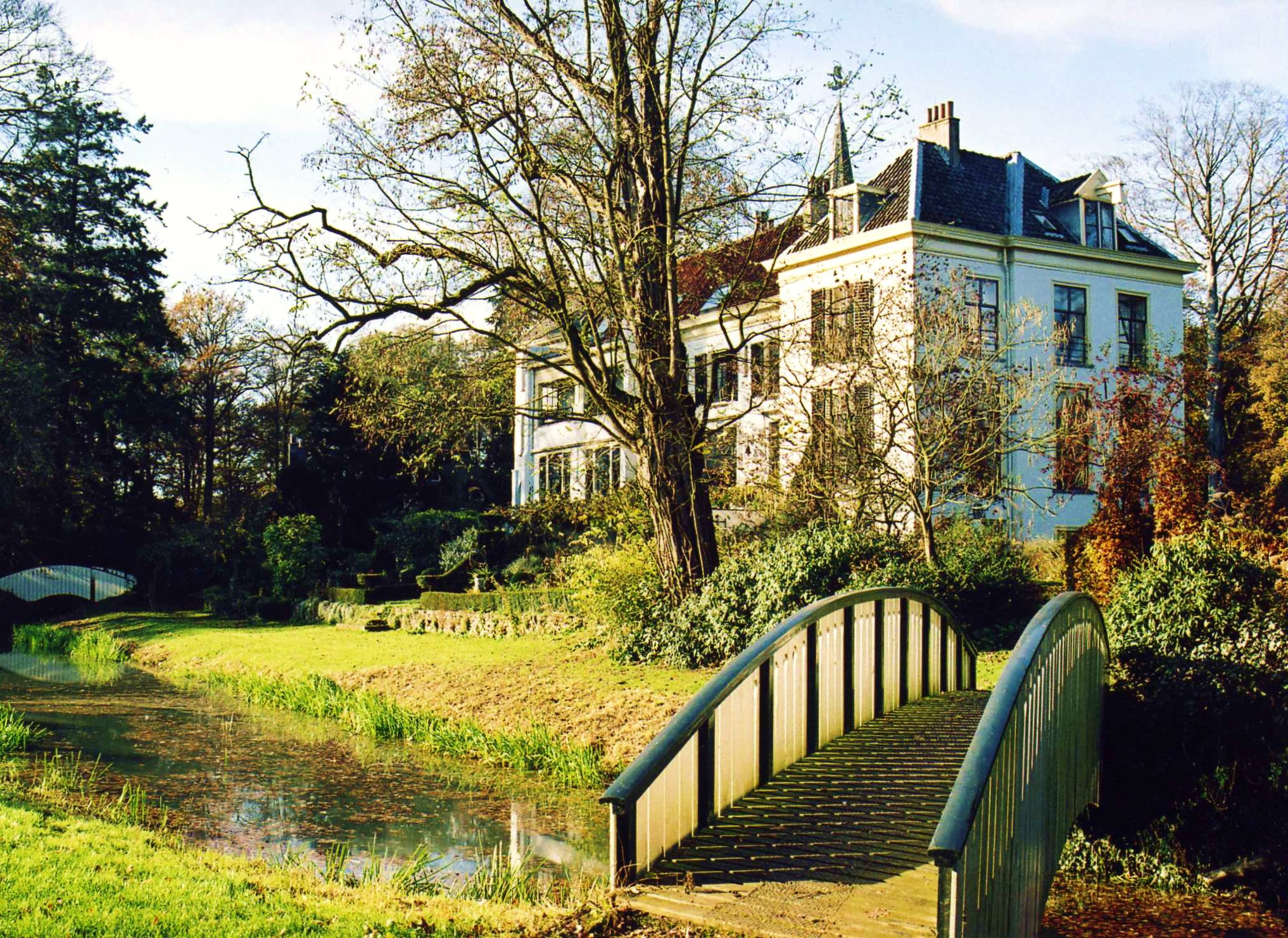
Huis Empe
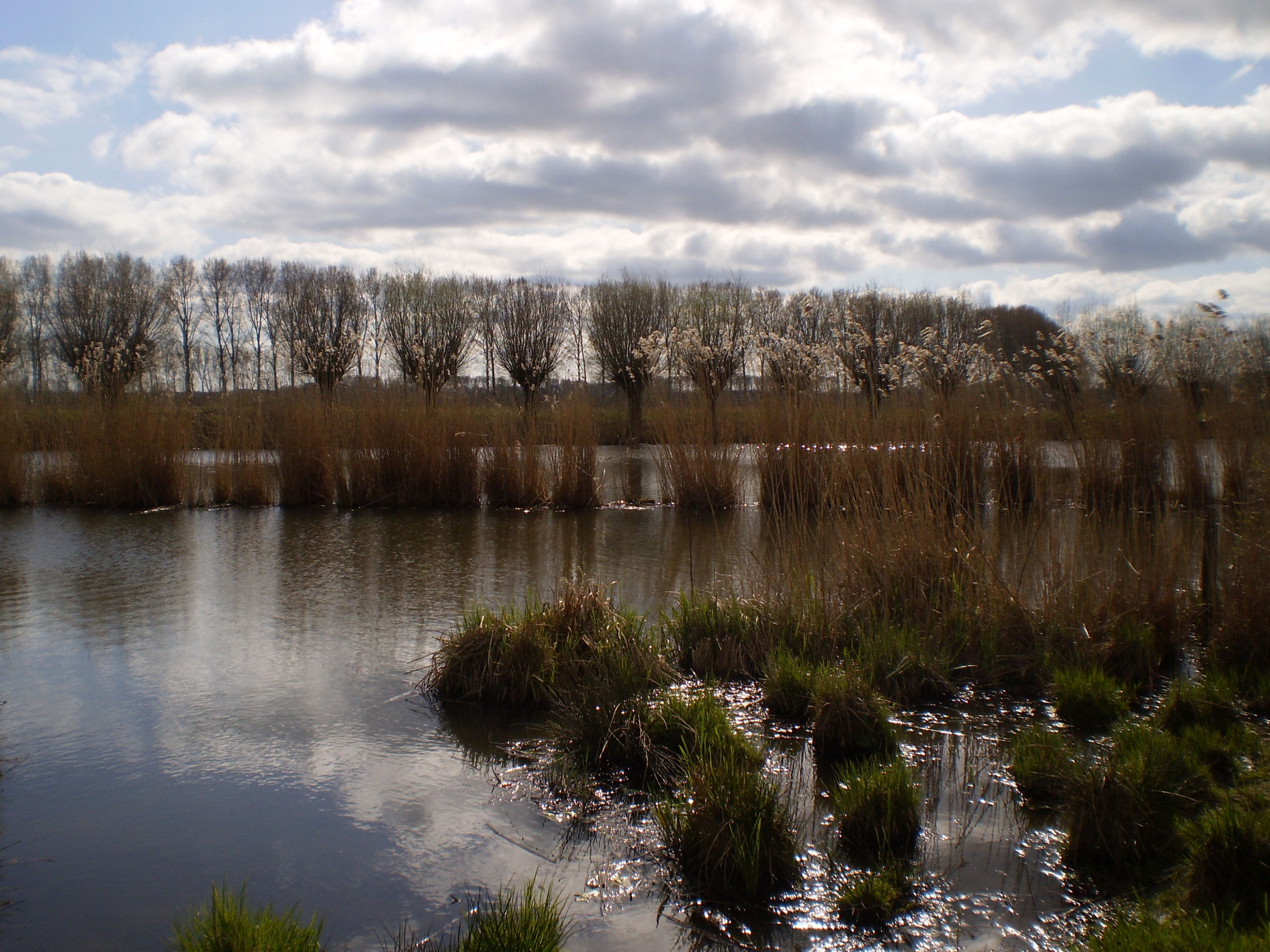
Oude IJssel
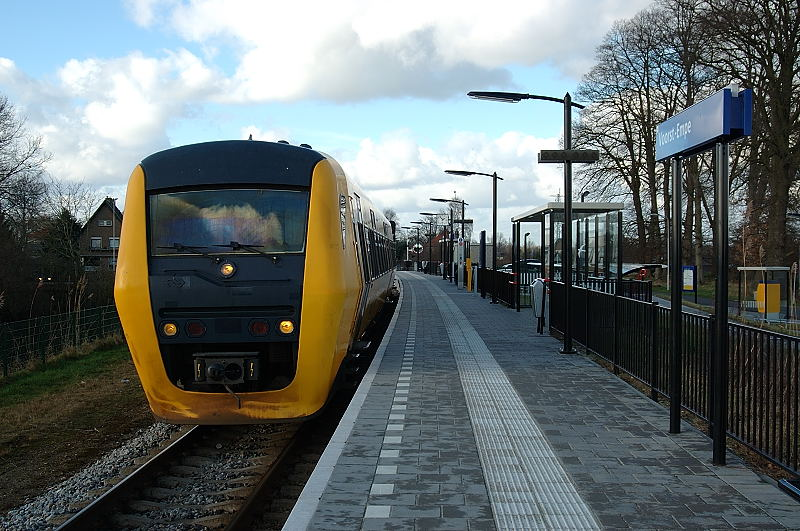
Station met stoptrein

Dorpen: Brummen · Eerbeek · Empe · Hall · Leuvenheim

Buurtschappen: Broek · Coldenhove · Cortenoever · Oeken · Rhienderen · Tonden · Voorstonden

Gelderland: Steden en dorpen in Gelderland      Nederland: Provincies · Gemeenten